# Тасман (гора)
Гора Тасман (маор. Horokoau; англ. Mount Tasman) — гора, друга за висотою вершина Нової Зеландії, що піднімається на висоту 3497 метрів над рівнем моря. Вона розташована у Південних Альпах Південного острова, на кордоні регіонів Вест Коаст та Кентербері.

## Географія

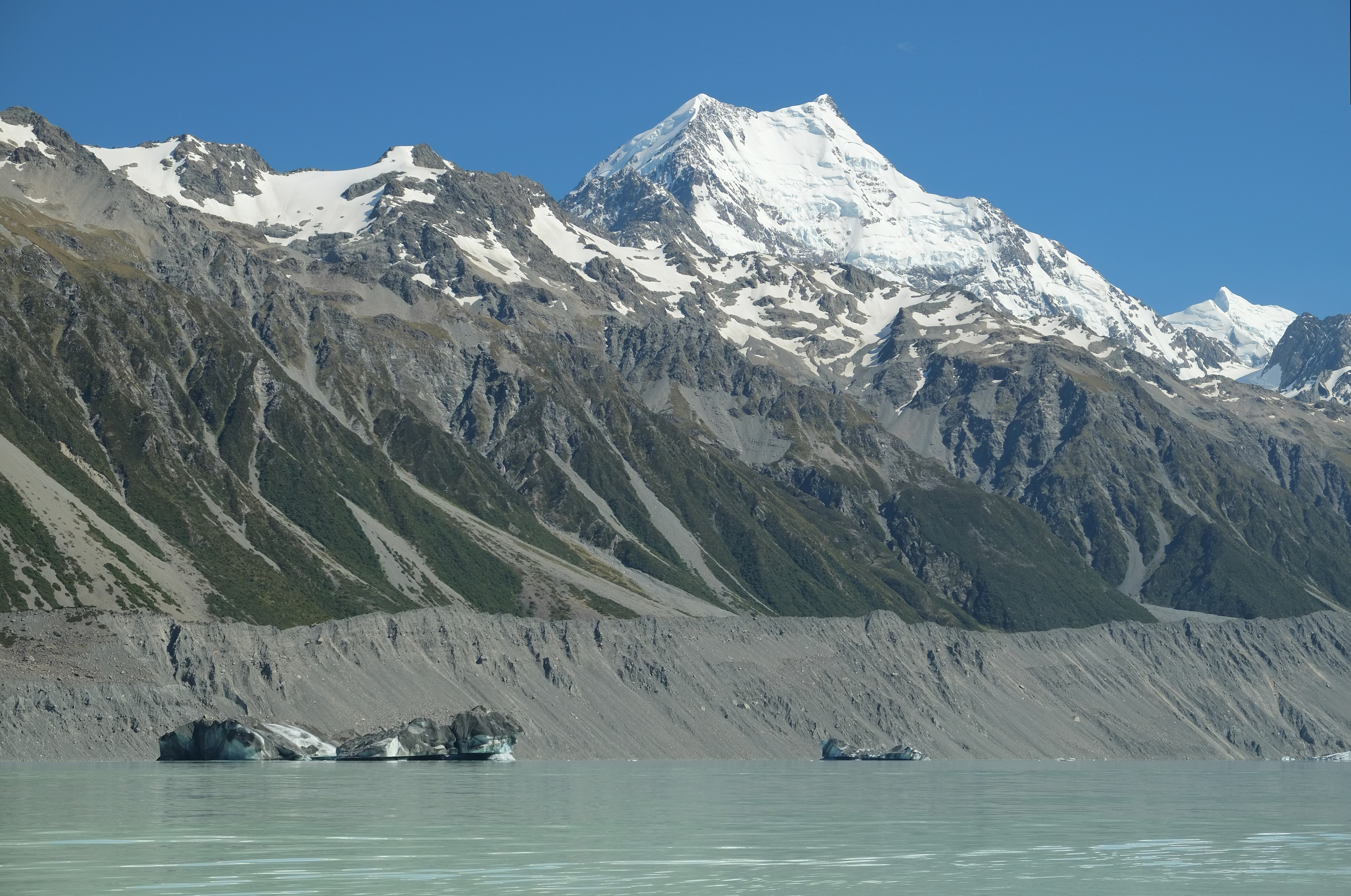
Гора Аоракі / Маунт Кук. Гора Тасман (праворуч, на задньому плані).

Гора Тасман лежить за чотири кілометри на північ від свого більшого сусіда гори Аоракі / гори Кук. На відміну від Аоракі / Маунт-Кук, гора Тасман розташована на Головному вододілі Південного острова, на межі між Національним парком Аоракі / Маунт-Кук та Національним парком Вестленд Тай-Путіні. Це найвища точка округу Вестленд.
Абсолютна висота вершини 3497 метр над рівнем моря. Це друга за висотою незалежна вершина Південних Альп (після гори Кука, 3724 м), Південного острова та Нової Зеландії. Відносна висота гори — 519 м. Найнижче ключове сідло вершини, по якому вимірюється її відносна висота називається «Сідло Кларк» (англ. Clarke Saddle), має висоту 2978 м над рівнем моря і розташоване за 1,5 км на південний захід (43°34′38″ пд. ш. 170°8′44″ сх. д. / 43.57722° пд. ш. 170.14556° сх. д.). Топографічна ізоляція вершини відносно найближчої вищої гори Фальш-пік (пік Гори Кука), яка розташована на південному заході, становить 3,22 км.

## Назва

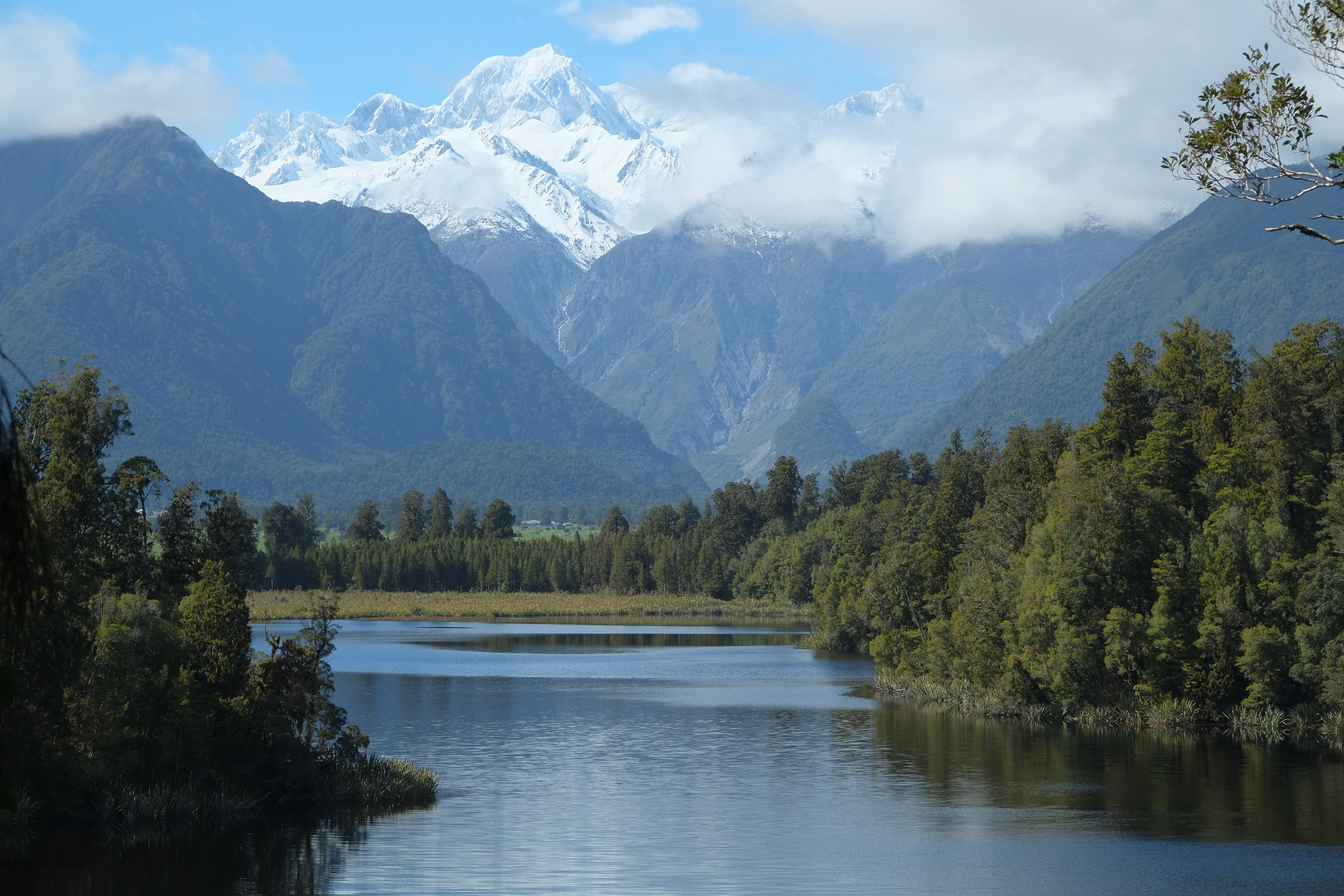
Гора Тасман.

Англійською мовою гора була названа на честь голландського дослідника Абеля Тасмана, який був першим європейцем, що ступив на землю Нової Зеландії в 1642 році.
Вважається, що назва цієї гори мовою маорі, яку можна перекласти як «ластівка» — Horokoau означає: horo — ковтати; koau — баклан або баклан австралійський (Phalacrocorax varius), як вважають, стосується розширення шиї птаха, при ковтанні ним риби.

## Підкорення
Перше сходження на гору Тасмана 5 лютого 1895 року здійснив один з відомих альпіністів XIX століття швейцарець Матіас Зурбріґґен разом з американцем Едвардом Фіцджеральдом і новозеландцем Джоном (Джеком) Майклом Кларком.

## Національний парк Аоракі / Маунт-Кук
Гора Тасман розташована в національному парку Аоракі / Маунт-Кук в регіоні Кентербері, який був створений в 1953 році, і разом із Національним парком Вестленд Тай-Путіні, Національним парком Маунт-Аспайрінг та Національним парком Фіордланд є одним із об'єктів Світової спадщини ЮНЕСКО .